# Drzecin
Drzecin (niem. Trettin) – wieś sołecka w Polsce, położona w województwie lubuskim, w powiecie słubickim, w gminie Słubice, przy drodze krajowej nr 31 Słubice – Szczecin.

## Historia
Pierwszy dokument wzmiankujący Drzecin pochodzi z 1284 r., kiedy to wieś należała do margrabiów Ottona IV i Waldemara. W 1308 został nabyty przez władze Frankfurtu.
Na przełomie maja i czerwca 1422 r. miejscowość została splądrowana przez czeskich husytów po tym, jak nie udało im się zdobyć Frankfurtu nad Odrą.
W średniowieczu istniał w miejscowości kościół, którego ruiny zachowały się do dziś. W dokumentach z 1651 r. wzmiankowane jest istnienie szkoły elementarnej w Drzecinie. Od 1873 r. wieś wchodziła w skład powiatu Weststernberg.
W latach 1975–1998 miejscowość administracyjnie należała do województwa gorzowskiego.
Działała tu Rolnicza Spółdzielnia Produkcyjna „Przełom” w Drzecinie.

## Przynależność polityczno-administracyjna
Przynależność polityczno-administracyjna (podkreślenie – następująca zmiana):
- Przed 1120: przynależność sporna z powodu braku zachowanych źródeł pisanych
- 1120–1138: Państwo Piastów, ziemia lubuska (przynależność bezpośrednia, bez zwierzchności lennej)
- 1138–1146: Księstwo śląskie, ziemia lubuska jako dzielnica Władysława II Wygnańca
- 1146–1163: Księstwo śląskie, ziemia lubuska jako dzielnica Bolesława IV Kędzierzawego
- 1163–1201: Księstwo śląskie, ziemia lubuska jako dzielnica Bolesława I Wysokiego
- 1201–1206: Księstwo śląskie Henryka I Brodatego, ziemia lubuska
- 1206–1209: Księstwo wielkopolskie Władysława III Laskonogiego, ziemia lubuska
- 1209–1210: Marchia Dolnołużycka Konrada II Wettyna
- 1211–1218: Księstwo śląskie Henryka I Brodatego, ziemia lubuska
- 1218–1225: Księstwo wielkopolskie Władysława III Laskonogiego, ziemia lubuska
- 1225–1230: Święte Cesarstwo Rzymskie, Marchia Brandenburska
- 1230–1238: Księstwo śląskie Henryka I Brodatego, ziemia lubuska
- 1239–1241: Księstwo śląskie Henryka II Pobożnego, ziemia lubuska
- 1241–1242: Księstwo lubuskie (wydzielone z księstwa śląskiego), pod rządami Mieszka Lubuskiego
- 1243–1248: Księstwo śląskie, ziemia lubuska jako dzielnica Bolesława II Rogatki
- 1250–1252: Ziemia lubuska jako kondominium margrabiego Brandenburgii Ottona III i arcybiskupa magdeburskiego Wilbranda von Käfernburga
- 1252–1373: Święte Cesarstwo Rzymskie, Marchia Brandenburska (dyn. Askańczyków i Wittelsbachów), prowincja Nowa Marchia, w 1284–1337 r. pierwsza wzmianka o wsi Trettin
- 1373–1415: Święte Cesarstwo Rzymskie, Kraje Korony Czeskiej (dyn. Luksemburczyków), Marchia Brandenburska, prowincja Nowa Marchia, wieś Trettin
- 1415–1618: Święte Cesarstwo Rzymskie, Marchia Brandenburska (dyn. Hohenzollernów), prowincja Nowa Marchia, wieś Trettin
- 1618–1701: Święte Cesarstwo Rzymskie, Brandenburgia-Prusy (dyn. Hohenzollernów), Marchia Brandenburska, prowincja Nowa Marchia, wieś Trettin
- 1701–1806: Święte Cesarstwo Rzymskie, Królestwo Prus (dyn. Hohenzollernów), prowincja Nowa Marchia, wieś Trettin
- 1806–1815: Królestwo Prus (dyn. Hohenzollernów), prowincja Nowa Marchia, miasto Frankfurt nad Odrą, wieś Trettin
- 1815–1866: Związek Niemiecki, Królestwo Prus (dyn. Hohenzollernów), prowincja Brandenburgia, rejencja frankfurcka, Nowa Marchia, wieś Trettin
- 1866–1867: Królestwo Prus (dyn. Hohenzollernów), prowincja Brandenburgia, rejencja frankfurcka, Nowa Marchia, wieś Trettin
- 1867–1871: Związek Północnoniemiecki, Królestwo Prus (dyn. Hohenzollernów), prowincja Brandenburgia, rejencja frankfurcka, Nowa Marchia, wieś Trettin
- 1871–1918: Cesarstwo Niemieckie (II Rzesza Niemiecka), Królestwo Prus, prowincja Brandenburgia, rejencja frankfurcka, Nowa Marchia, wieś Trettin
- 1919–1933: Republika Weimarska, kraj związkowy Prusy, prowincja Brandenburgia, rejencja frankfurcka, Nowa Marchia, wieś Trettin
- 1933–1945: III Rzesza Niemiecka, Marchia Brandenburska, rejencja frankfurcka, Nowa Marchia, wieś Trettin
- 1945: Rzeczpospolita Polska, Ziemie Odzyskane, okręg Pomorze Zachodnie, wieś Drzecin
- 1945–1946: Rzeczpospolita Polska, województwo poznańskie, powiat rypiński, wieś Drzecin
- 1946: Rzeczpospolita Polska, województwo poznańskie, powiat rzepiński, wieś Drzecin
- 1946–1950: Rzeczpospolita Polska, województwo poznańskie, powiat rzepiński, gmina Słubice, wieś Drzecin
- 1950–1952: Rzeczpospolita Polska, województwo zielonogórskie, powiat rzepiński, gmina Słubice, wieś Drzecin
- 1952–1954: Polska Rzeczpospolita Ludowa, województwo zielonogórskie, powiat rzepiński, gmina Słubice, wieś Drzecin
- 1954–1957: Polska Rzeczpospolita Ludowa, województwo zielonogórskie, powiat rzepiński, gromada Kunowice, wieś Drzecin
- 1958: Polska Rzeczpospolita Ludowa, województwo zielonogórskie, powiat rzepiński, gromada Słubice, wieś Drzecin
- 1959–1972: Polska Rzeczpospolita Ludowa, województwo zielonogórskie, powiat słubicki, gromada Słubice, wieś Drzecin
- 1973–1975: Polska Rzeczpospolita Ludowa, województwo zielonogórskie, powiat słubicki, gmina Słubice, wieś Drzecin
- 1975–1989: Polska Rzeczpospolita Ludowa, województwo gorzowskie, gmina Słubice, wieś Drzecin
- 1989–1998: Rzeczpospolita Polska, województwo gorzowskie, gmina Słubice, wieś Drzecin
- 1999–teraz: Rzeczpospolita Polska, województwo lubuskie, powiat słubicki, gmina Słubice, wieś Drzecin

## Demografia
Źródło: